# Yōko Kamio
Yōko Kamio (神尾 葉子?, Kamio Yōko; Tokyo, 29 giugno 1966) è una fumettista giapponese.
Autrice di Hanayori Dango (per il quale ha ricevuto lo Shogakukan Manga Award nel 1996) e Cat Street.

## Carriera
Nel 1986 debutta sulla rivista Margaret edita dalla Shūeisha con Hatachi no mama de matteiru. I suoi primi lavori sono opere piuttosto brevi(un solo volume); la sua prima opera viene pubblicata nel luglio 1989 e si intitola Sayōnara wo arigatō ("Un grazie all'Addio"), seguita nello stesso anno da Ano hi ni aitai ("Voglio incontrarti in quel giorno"). L'anno successivo pubblica Suki suki daisuki ("Mi piaci, mi piaci, mi piaci tanto").
Tra il Febbraio 1991 e il Maggio 1992 pubblica Merii-san no hitsuji ("la pecora di Merii-san"), opera che si compone di 5 tankōbon. 
Il 1992 è anche l'anno in cui comincia a pubblicare Hanayori Dango ("Meglio i ragazzi che i fiori") opera che l'ha resa famosa sia in patria che nel resto del mondo, la storia narra le vicende di Tsukushi Makino una ragazza di ceto medio-basso che per volere dei genitori viene iscritta ad una scuola molto prestigiosa chiamata Eitoku Gakuen.
La serializzazione procede per ben 12 anni, e si conclude con il quarantottesimo tankōbon.
Dato l'enorme successo di questo manga nel 1996 viene realizzato anche l'anime composto da 51 episodi.
Il 2004 è l'anno di una nuova opera Cat Street sempre pubblicata per la Shueisha. Il manga conta in tutto 8 tankōbon.
Yōko Kamio ha dichiarato di non aver mai preso seriamente in considerazione l'idea di diventare una mangaka, tanto che si dedica a studi universitari diversi, legati alla sua idea di lavorare in una ditta come segretaria.

## Opere
- Hanayori Dango
- Cat Street
- Matsuri Special
- Tora & Ookami